# Setophaga pityophila
La reinita coroniverde o bijirita del pinar (Setophaga pityophila) es una especie de ave paseriforme de la familia Parulidae endémica de Cuba y Bahamas.

## Descripción
Mide alrededor de 12,5 cm de largo. El plumaje de sus partes superiores es principalmente gris, con la frente y parte frontal del píleo de color verde amarillento y las plumas de vuelo de las alas negruzcas con bordes blancos. En cambio sus partes inferiores son blanquecinas, salvo una mancha que ocupa la garganta y la parte superior del pecho que es de color amarillo intenso y está enmarcada por motas negras. Su pico es puntiagudo y negruzco.

## Distribución y hábitat
Se encuentra en los extremos occidental y oriental de Cuba y en las islas Ábaco y Gran Bahama, en el norte de las Bahamas. Su hábitat natural son los pinares tropicales y subtropicales y ocasionalmente los bosques mixtos adyacentes.